# Паразитна індуктивність
Паразитна індуктивність — небажаний зв'язок між провідниками чи елементами електронних схем, обумовлений наявністю електричної індуктивності між ними. Виникає в елементах електричних схем, виготовлених навиванням.
Наявність паразитних індуктивностей призводить до виникнення паразитних позитивних і негативних зворотніх зв'язків.
Для дротяних резисторів, виготовлених навиванням дроту, конденсаторів, виготовлених навиванням шарів струмопровідної плівки та ізолятора, паразитна індуктивність утворюється за рахунок індуктивності між витками, тому без прийняття спеціальних заходів їх використання обмежується областю постійного струму і діапазоном звукових частот. Для компенсації паразитної індуктивності конденсаторів паралельно включають конденсатори невеликої ємності зі значно меншою паразитною індуктивністю, завдяки чому зменшується опір на високих частотах.
В системах, які працюють в режимі переключення струму, паразитна індуктивність може призводити до виникнення високочастотних коливань зі значними викидами напруги на елементі перемикання. Ці викиди та їх частота можуть бути зменшені включенням паралельно перемикачу невеликої ємності.